# 島根県立大社高等学校
島根県立大社高等学校（しまねけんりつ たいしゃこうとうがっこう, Shimane Prefectural Taisha High School）は、島根県出雲市大社町北荒木に所在する公立高等学校。

## 概要
歴史
1898年（明治31年）に開校した「島根県簸川尋常中学校」（旧制中学校）を前身とする。数回の改称を経て1948年（昭和23年）の学制改革により、新制高等学校「島根県立大社第一高等学校」となる。翌1949年（昭和24年）に高等女学校を前身とする「島根県立大社第二高等学校」と統合され、現校名の「島根県立大社高等学校」となり、男女共学を開始した。2008年（平成20年）に創立110周年を迎えた。
設置課程・学科
全日制課程 2学科
- 普通科
- 体育科 - 島根県立の高校で唯一の体育科設置校

校章
楠木氏の旗印である菊水を変形させ、出雲大社の社章である六角形におさめ、中央に「高」の文字を置いている。菊水の旗印を採用したのは初代校長長沢文也氏である。
校歌
作詞は竹友藻風、作曲は下總皖一による。歌詞は2番まであり、校名は歌詞に登場しない。
同窓会
「いなさ会」と称している。

### 分校（2015年3月閉校）
佐田分校（さだ、所在地:〒693-0506 島根県出雲市佐田町反辺1938、北緯35度15分8.543秒 東経132度43分17.605秒）
- 全日制課程 普通科

## 沿革
旧制中学校・新制高等学校（男子校）時代
- 1898年（明治31年）- 「島根県簸川[1]尋常中学校」が設置される。
- 1900年（明治33年）- 中学校令の改正により、「島根県立第三中学校」に改称（尋常が除かれる）[2]。
- 1902年（明治35年）- 杵築町（現・出雲市大社町）鹿城丘に移転[3]。
- 1907年（明治40年）- 「島根県立杵築[4]中学校」に改称。
- 1926年（大正15年）- 「島根県立大社中学校」に改称。
- 1947年（昭和22年）4月1日 - 学制改革（六・三制の実施、新制中学校の発足）
  - 旧制中学校の生徒募集を停止。
  - 新制中学校を併設し（名称:島根県立大社中学校併設中学校、以下・併設中学校）、旧制中学校1・2年修了者を新制中学校2・3年生として併設中学校に収容。
  - 併設中学校は経過措置としてあくまで暫定的に設置されたため、新たに生徒募集は行われず、在校生が2・3年生のみの中学校であった。
  - 旧制中学校3・4年修了者はそのまま旧制中学校に在籍し、4・5年生となる（4年で卒業することもできた）。
- 1948年（昭和23年）4月1日 - 新制高等学校「島根県立大社第一高等学校」（男子校）が発足。
  - 旧制中学校卒業生（5年修了者）を新制高校3年生、旧制中学校4年修了者を新制高校2年生、併設中学校卒業生（3年修了者）を新制高校1年生として収容。
  - 併設中学校は新制高校に継承され（名称:島根県立大社第一高等学校併設中学校）、在校生が1946年（昭和21年）に旧制中学校へ入学した3年生のみとなる。
- 1949年（昭和24年）3月31日 - 併設中学校を廃止（修業年限の旧制4～5年から新制3年への移行が完了）。

実業学校・高等女学校・新制高等学校（女子校）時代
- 1920年（大正9年）- 「島根県簸川郡立杵築実業学校」が設置される。
- 1926年（大正15年）- 「島根県立大社実業学校」に改称。
- 1929年（昭和4年）- 「島根県立大社高等実業女学校」に改称。
- 1936年（昭和11年）- 「島根県立大社高等家政女学校」に改称。
- 1941年（昭和16年）4月1日 - 「島根県立大社高等女学校」に改称。
- 1947年（昭和22年）4月1日- 学制改革（六・三制の実施、新制中学校の発足）
  - 高等女学校の生徒募集を停止。
  - 新制中学校を併設し（名称:島根県立大社高等女学校併設中学校、以下・併設中学校）、高等女学校1・2年修了者を新制中学校2・3年生として併設中学校に収容。
  - 併設中学校は経過措置としてあくまで暫定的に設置されたため、新たに生徒募集は行われず、在校生が2・3年生のみの中学校であった。
  - 高等女学校3・4年修了者はそのまま旧制中学校に在籍し、4・5年生となる（4年で卒業することもできた）。
- 1948年（昭和23年）4月1日 - 新制高等学校「島根県立大社第二高等学校」（女子校）が発足。
  - 高等女学校卒業生（5年修了者）を新制高校3年生、高等女学校4年修了者を新制高校2年生、併設中学校卒業生（3年修了者）を新制高校1年生として収容。
  - 併設中学校は新制高校に継承され（名称:島根県立大社第二高等学校併設中学校）、在校生が1946年（昭和21年）に旧制中学校へ入学した3年生のみとなる。
- 1949年（昭和24年）3月31日 - 併設中学校を廃止（修業年限の旧制4～5年から新制3年への移行が完了）。

新制高等学校（男女共学）
- 1949年（昭和24年）4月1日 - 高校三原則に基づく島根県内の公立高校再編により、上記2校が統合され、「島根県立大社高等学校」（現校名）となる。
- 1973年（昭和48年）4月1日 - 体育科を新設。
- 1977年（昭和52年）- 碧雲寮が完成。
- 1978年（昭和53年）- 浜山新体育館が完成。
- 1980年（昭和55年）- 浜山新校舎へ移転を完了。
- 1983年（昭和58年）4月1日 - 島根県立出雲農林高等学校から佐田分校が移管される。
- 1995年（平成7年）- サッカー部が第30回全国高等学校総合体育大会サッカー競技大会にてベスト8。

　　　　　　　　　　　吹奏楽部が第43回全日本吹奏楽コンクールに初出場。銅賞を授賞。
- 1997年（平成9年）- 吹奏楽部が第45回全日本吹奏楽コンクールに出場。銅賞を授賞。
- 1998年（平成10年）- 創立100周年記念式典を挙行。有朋舘が完成。
- 1999年（平成11年）- 島根県立大社中学校第44・45期卒業証書授与式を挙行。
- 2009年（平成21年）- 弓道場が完成。
- 2015年（平成27年）3月31日 - 佐田分校が閉校
- 2024年（令和6年）- 硬式野球部が第106回全国高等学校野球選手権大会に出場。8強入りを果たす。

## 教育方針
教育目標
「郷土に思いをいたし、こころ豊かで、たくましく生き抜く実践力のある人材の育成」
- 生徒の当事者意識と他者と協同する力を育む活動の推進
- 目標達成に向けて計画的に粘り強く取り組み活動の推進
- 生徒同士の学び合いを取り入れた授業づくり
- あらゆることの挑戦できる機会の確保

求める生徒像
- 自分で考えようとする姿勢が持てる生徒
- 目標に向けて努力し続ける意欲・粘り強さのある生徒
- 自他を大切にする意識・態度がある生徒
- 知的好奇心旺盛な生徒（普通科）
- 優れた能力と実績、意欲のある生徒（体育科）

## 学校行事
学園祭
「鹿城祭」（ろくじょうさい）

## 部活動
運動部
- 野球部 選抜高等学校野球大会 2回出場　全国高等学校野球選手権大会 9回出場
  - 島根三中時代の1901年（明治34年）に創部。夏の甲子園の第1回大会から地区大会の皆勤出場をしている15校の内の1校である。
  - 創設時の部員に、シンガーソングライターの竹内まりや（自身も同校卒業生）の祖父三代目竹内繁蔵（4期生）がいた[5]。
  - 2024年夏（第106回）で8強入りを果たした。夏の大会での3勝は107年振り。
- 陸上部
- サッカー部 全国高校サッカー 11回出場
- 男子バレーボール部
- 女子バレーボール部 春の高校バレー 2回出場
- 男子バスケットボール部
- 女子バスケットボール部
- 剣道部
- 体操部
- 男子ソフトテニス部
- 女子ソフトテニス部
- 卓球部
- 弓道部
- ソフトボール部
- 男子硬式テニス部
- 女子硬式テニス部
- 水泳部
- ダンス部

文化部
- 放送部
- 文芸部
- 写真部
- 演劇部
- JRC部 （Junior Red Cross）
- 生活科学部
- ESS部（English Speaking Society）
- 美術部
- 合唱部
- 吹奏楽部
- 華道部
- 茶道部
- 物理同好会
- 生物同好会

## 著名な出身者

### スポーツ
- 北井正雄（元プロ野球選手、阪急軍）
- 西倉実（元プロ野球選手、松竹ロビンス-高橋ユニオンズ/トンボユニオンズ）
- 伊藤光四郎（元プロ野球選手、阪神タイガース-西鉄ライオンズ）
- 曽田康二（元プロ野球選手、中日ドラゴンズ）
- 石橋貢（元プロ野球選手、横浜大洋ホエールズ）
- 石飛文太（同校硬式野球部監督）
- 吉川公二（元プロサッカー選手、現サンフレッチェくにびきFC監督）
- 川上典洋（プロサッカー選手、ラオ・トヨタFC）
- 曽田一騎（プロサッカー選手、愛媛FC）
- 吉井佑将（サッカー選手、福山シティFC）
- 福間香奈（将棋女流棋士）

### 芸能・文化
- 竹内まりや（シンガーソングライター）
- 手銭弘喜（映画監督）
- 江角マキコ（元女優）
- ひらかわあや（漫画家）
- あがわ医院 （医師、歌手）

### 軍人
- 中山定義（元海軍中佐、第4代海上幕僚長）

### 政治
- 青木幹雄（内閣総理大臣臨時代理、内閣官房長官、自民党参議院議員会長）
- 青木一彦（自民党参議院議員。青木幹雄の長男）
- 青木伊平（国会議員秘書）

### 経済・実業
- 布野幸利（元トヨタ自動車副社長、日本銀行政策委員会審議委員）

### その他
- 千家国麿（出雲大社権宮司）

## アクセス
- 一畑電車 浜山公園北口駅